# 東海オンエア
東海オンエア（とうかいオンエア、英語：Tokai On Air）は、日本の愛知県岡崎市に拠点を置く、6人組YouTuberグループ。メンバーはてつや、りょう、しばゆー、としみつ、ゆめまる、虫眼鏡。2013年10月15日にYouTubeより動画投稿を中心とする活動を開始。2017年11月よりUUUMに所属している。YouTubeチャンネルとして、メインの「東海オンエア」、サブの「東海オンエアの控え室」、及び各メンバーの個人チャンネルが存在する。UUUMでの紹介文は「天才」。

## 概要
メンバー全員が東海地方の愛知県出身者ということから「東海オンエア」と命名。5人の同級生とてつやとバイト仲間だった1つ年上の虫眼鏡の6名で活動している。
愛知県岡崎市を拠点としており、同市の観光伝道師に任命されている。
ネタ動画やドッキリなどをテーマに動画投稿を始める。2022年1月現在チャンネルで公開されている一番古い動画は2013年10月15日に投稿された「鼻からミルクティーを一気飲み」で、リーダーのてつやが単独で出演した動画である（約200万回の再生がある）。てつやによると、“子供がやりたくてもやれないことを代わりにやる”というのが東海オンエアだと語っている。また、メンバーの虫眼鏡によると、動画投稿を始めた理由としては「自分達のやっている悪ふざけを色々な人に見てもらえたら面白いのでは」という気持ちがあったという。
活動初期から過激な内容に果敢に挑んでおり、グループメンバーは長期にわたる過酷な罰ゲームを課すことを「十字架」と呼ぶ。例として「令和が終わるまでシュークリームを食べられない」（てつや）、「1ヶ月間ふんどし生活」 (虫眼鏡）、過去には「3ヶ月間ファラオの恰好をする」（りょう）、「1ヶ月間語尾が『ごわす』」（ゆめまる）などといったものがあり、その絶対的な執行はプライベートまで及ぶ。体を張った企画をやらせたらYouTuber界一との声も高い。
動画投稿は、2023年10月の活動休止まで月曜日以外の週6回の頻度だったが、2024年3月の活動再開後は火・木・土・日の週4回と、不定期で金曜日に投稿される頻度になっている。

## 来歴
2013年（平成25年）
- 10月12日、YouTubeチャンネルを開設。前述の通り、10月15日に初の動画を投稿しているが、チャンネル開設日の10月12日を記念日としている。

2015年（平成27年）
- 11月15日、愛知産業大学にてオフ会イベント「秋だ！お芋だ！東海オンエア超絶大収穫祭！！」を開催。

2016年（平成28年）
- 8月4日、岡崎城下家康公夏まつりにゲスト出演し、愛知県岡崎市より「岡崎観光伝道師」に任命される。以降、2020年まで毎年任命され続けている。

2017年（平成29年）
- 7月1日、所属事務所のGENESIS ONEを退所することを発表した。
- 11月18日、UUUM主催のイベント「U-FES.2017」でUUUMに加入することがサプライズ発表され、登場した。

2019年 （平成31年・令和元年）
- 6月17日、日本コカ・コーラ株式会社の東京オリンピックに向けた「チーム コカ・コーラ 東京2020オリンピック」のアンバサダーに就任したことが発表された。HIKAKIN、はじめしゃちょー、フィッシャーズ、アバンティーズ、水溜りボンドと共にイベントにも出演している。
- 11月16日・2020年1月18日、宮城・島根でイベントツアー『ガチンコくじくじ ビキビキ ツアツア ドンドン!ツアー』を開催。2020年5月に開催予定であった栃木公演、三重公演は新型コロナウイルス感染拡大の状況を鑑みて中止となった。

2020年（令和2年）
- 1月17日、BitStar社の集計による日本国内のチャンネル登録者数1,000人以上のYouTubeチャンネルの「2019年チャンネル総再生数ランキング」で1位になったことがわかった。
- 7月31日、BitStar社の集計による「2020年上半期のYouTubeチャンネル総再生数ランキング」で1位になったことがわかった。

2021年 （令和3年）
- 4月25日から4ヶ月間、岡崎市と名古屋鉄道（名鉄）がタイアップした「カモン岡崎キャンペーン」により、同社の3500系電車（3508F）の車体にメンバー6人を大きく描いたラッピングを施して運行した。
- 7月29日、それまで黙認状態であった切り抜き動画に対し、その作成を公認し、UUUMと分配する形での配信者の収益化をUUUMでは初めて認めた。

2022年（令和4年）
- 3月14日、チャンネル開設から8年半で、メインチャンネルでの総再生回数が100億回を突破した。てつやはこれに対し「この世の『大きな数字』はよく『100万』と例えられますが、『ありえないバカでかい規模』の時に使われるのがこの『100億』という数字です。ついに我々もありえないバカでかい規模のグループになってしまいました。これも二重に、いつも支えてくれる皆様と俺たちのおかげです。本当にありがとうございます。これから先、目指すは宇宙!!!」とコメントした。なお100億回突破は、日本国内のクリエイターとしてはフィッシャーズ、キッズラインに続いて3組目となる。
- 7月27日 - 8月31日、岡崎シビコにて自身初となる展示会『東海オンエアの展示室』が開催。動画内で登場したメンバー自作の工作物や小道具などが展示された。
- 9月2日、愛知県名古屋市でオープンした大型ライブハウス『Lives NAGOYA』の施設命名権（ネーミングライツ）を取得し、2022年9月1日から2023年3月31日まで呼称を『東海オンエア Lives（Lives NAGOYA）』としたことを発表。
- 9月11日、ぴあアリーナMMにて自身初となるアリーナでの単独イベント『T 東海オンエア C カモン東京!! G ゴッドオブエンターテインメント 〜こんなのアリーなんですか?〜』が開催。『ABEMA PPV ONLINE LIVE』にて両公演が生配信された。
- 9月22日、『第4回 Influencer's EXPO 2022 A / W』内で行われた『インフルエンサーズアワード2022』のゲーム・エンタメ部門を受賞。
- 10月12日、翌年の10周年記念日に向けて、10周年特設サイトをオープンしたことを発表。あわせて『東海オンエア 10周年プロジェクト』の公式Twitterアカウントを開設。
- 10月22日から4ヶ月間、前年に続いて岡崎市と名古屋鉄道がタイアップした「カモン岡崎キャンペーン」を実施。
- 11月25日 - 27日に開催の『東京コミックコンベンション2022』のPR大使に就任。

2023年（令和5年）
- 3月29日 - 4月10日、ジェイアール名古屋タカシマヤにて『東海オンエア ミュージアム』を開催。
- 4月24日、旅行情報誌るるぶとのコラボ本「るるぶ東海オンエア」が発売。
- 7月22日 - 9月20日、名鉄センタービルにてポップアップショップ『東海オンエ屋』を開催。
- 8月24日、サブチャンネルのチャンネル登録者数が300万人を突破。
- 9月15日、メインチャンネルのチャンネル登録者数が700万人を突破。
- 10月17日以降、しばゆーとその関係者に端を発する問題が生じ、それに伴う諸事情により、グループとしての活動・動画投稿を事実上休止する。
- 10月25日、8日ぶりに動画を投稿。騒動に関する世間への謝罪とメンバーの現況を説明し、「休憩」と題した数ヶ月間のグループ活動停止を発表。また、12月16日に有明アリーナにて開催を予定していた10周年記念イベントの中止、および10周年を記念し同年12月15日に発売予定だったアニバーサリーブックについても発売延期を発表した。

2024年（令和6年）
- 1月2日、前年10月25日以来初めて動画が投稿され、しばゆーが騒動以来初めて動画に出演し、謝罪した。また、3月15日に動画投稿を再開すると発表した。なお、しばゆーについては「120％の元気」「120％のモチベーション」を活動再開の目安とした。
- 3月15日、動画投稿を再開。復活記念生配信の後、恒例の『手作りイカダで川下り！』シリーズの第6弾となる動画が公開された。
- 4月26日、岡崎公園（現：岡崎城公園）の「観光みやげ店　おかざき屋」内に「TOKAI ONAIR OFFICIAL STORE 岡崎公園店」を期間限定出店。
- 10月12日、11周年を記念する動画にてしばゆーの活動再開を発表。また、延期していたアニバーサリーブックの発売も発表した。

## メンバー
メンバーそれぞれにメンバーカラーが定められており、動画内の字幕の色は、発言した人のメンバーカラーになっている。
| 名前     | 生年月日               | 本名        | 身長     | 血液型 | 出身地       | メンバーカラー | 担当                  |
| -------- | ---------------------- | ----------- | -------- | ------ | ------------ | -------------- | --------------------- |
| てつや   | 1993年10月30日（31歳） | 小栁津 徹也 | 178.2 cm | A型    | 愛知県岡崎市 | オレンジ       | リーダー              |
| しばゆー | 1993年12月30日（31歳） | 柴田 裕輔   | 170 cm   | 不明   | 愛知県岡崎市 | 黄             | YouTube Shorts TikTok |
| りょう   | 1993年6月11日（32歳）  | 福尾 亮     | 185 cm   | O型    | 愛知県岡崎市 | 青             | ディレクター          |
| としみつ | 1993年7月17日（32歳）  | 鈴木 俊光   | 170 cm   | O型    | 愛知県岡崎市 | 緑             | イベント グッズ       |
| ゆめまる | 1994年1月23日（31歳）  | 杭全 夢丸   | 175 cm   | B型    | 愛知県安城市 | ピンク         | 金曜動画              |
| 虫眼鏡   | 1992年9月29日（32歳）  | 河合 太紀   | 157 cm   | A型    | 愛知県岡崎市 | 茶             | 経理 サブチャンネル   |

メンバー以外に、てつや、りょう、ゆめまるの高校陸上部時代の後輩であるニトロ爆弾が裏方として活動している。その他、メンバーの高校時代からの友達としてプロラグビー選手や出っ歯などが初期の頃から出演している。またメンバー行きつけの店舗の店主や、バディ（UUUM社員）などスタッフも度々出演している。
2024年10月現在、結婚しているメンバーは、てつや、としみつ、ゆめまる、虫眼鏡の4人であり、しばゆーは結婚歴があるものの、2024年4月に離婚した。

## 交友関係
水溜りボンド
2017年1月にYouTubeにおいて初共演を果たし、チャンネル登録者数がほぼ同数であったことから動画内では「YouTubeの光と闇」と自らの関係を自称した。交流は動画発信、ファンイベントを中心に続き、2019年には両者がコラボレーションしたイベント「水溜りオンエア」が開催された。
ワタナベマホト
2014年にはじめしゃちょーのドッキリ企画で対面して以来コラボを重ね、グループの人気化の一因となった。メンバーは度々彼について師弟関係にある人物だとコメントしている。
その他、HIKAKIN、はじめしゃちょー、へきトラ、夕闇に誘いし漆黒の天使達、QuizKnock、本郷奏多、岸田タツヤ等とも交流があり、度々動画でコラボしている。

## ユニット

### リサイタルズ
リサイタルズは、エース（しばゆー）、スター（としみつ）、カリスマ（てつや）による3人組ユニット。
1st以降の全シングルの作詞はしばゆーが担当している。
2019年11月15日に「俺らリサイタルズ」でデビューし、11月22日には配信シングルとしてリリースされた。
2021年3月20日、2ndシングル「Dejavina (Japanese ver.)」をリリース。
2021年9月30日、3rdシングル「Choiced 漢 Soul feat. 木村昴」をリリース。リサイタルズの由来となったジャイアンの声優である木村昴がゲスト参加し、木村はラップの作詞を担当した。
2022年8月5日、4thシングル「888月 〜夏にも程がある〜」をリリース。

#### ディスコグラフィ
いずれもUUUM RECORDSより発売された配信限定シングル。
|     | 発売日         | タイトル                     | 備考                                                                  | 動画        |
| --- | -------------- | ---------------------------- | --------------------------------------------------------------------- | ----------- |
| 1st | 2019年11月22日 | 俺らリサイタルズ             | [ 60 ]                                                                | [ 動画 18 ] |
| 2nd | 2021年3月20日  | Dejavina（Japanese ver.）    | フジテレビ系列『全力!脱力タイムズ』2021年4月・5月度エンディングテーマ | [ 動画 19 ] |
| 3rd | 2021年9月30日  | Choiced 漢 Soul feat. 木村昴 | アクアクララとのタイアップ                                            | [ 動画 20 ] |
| 4th | 2022年8月5日   | 888月 〜夏にも程がある〜     | フジテレビ系列『全力!脱力タイムズ』2022年8月・9月度エンディングテーマ | [ 動画 21 ] |

## 出演

### テレビ番組
メンバー2名以上で出演したテレビ番組を記載する。
- 本能Z（2017年10月4日、CBCテレビ）[64]
- ダウンタウンDX（2020年2月27日、読売テレビ）[65]
- マツコ会議（2020年10月3日、日本テレビ）[66]
- 炎の体育会TVSP（2020年11月14日、TBS）[67]
- 東海オンエア〜上京フェス2020〜 （2020年12月28日 - 30日、日本テレビ）[68]
- ダウンタウンDXDX（2021年1月7日、読売テレビ）[69]
- 人生のゲーム実況！東海再オンエア（2021年3月13日、中京テレビ）[70]
- 鶴瓶の家族に乾杯（2023年1月23日、NHK総合）[71]
- 新春プラモ放談2025～新年開けましてプラモデル～（2025年1月2日、テレビ東京）[72]

### ラジオ番組
- 在名民放ラジオ5局共同企画 Yume Tube〜あなたの夢をラジオがつなぐ〜（2017年9月10日、CBCラジオ・東海ラジオ・@FM・ZIP-FM・Radio NEO）[73]
- 東海オンエア 夏の特別授業（2018年9月2日、TBSラジオ）[74]
- 東海オンエアラジオ（2018年10月4日 - 、東海ラジオ）[75]
  - 東海オンエアラジオ 平成最後の歳末スペシャル4DAYS（2018年12月10日 - 13日、東海ラジオ）[76]

### インターネットテレビ
- グレーゾーンシリーズ（YouTube）
  - 株式会社グレーゾーン・エージェンシー（2020年3月23日 - 5月25日）
  - グレーゾーン・アイランド（2022年8月1日 - 9月5日）

## イベント
- オンテックpresents 東海オンエアラジオ 春の公開録音スペシャル（2022年3月27日、東別院会館・東別院ホール）[77]
  - オンテックpresents 東海オンエアラジオ 春の公開録音スペシャル2023（2023年4月1日、ウインクあいち・大ホール）[78]
- ガチンコくじくじ ビキビキ ツアツア ドンドン! ツアー[79]
  - in 宮城（2019年11月16日、SENDAI GIGS）[80]
  - in 島根（2020年1月18日、出雲市民会館・大ホール）[81]
- 不死鳥は死んでこそ輝く 伝説のドンビキコンテニュー
  - in 栃木（2022年4月2日、栃木県総合文化センター・メインホール）[82]
  - in 三重（2022年4月30日、四日市市文化会館・第一ホール）[82]
- T 東海オンエア C カモン東京!! G ゴッドオブエンターテインメント 〜こんなのアリーなんですか?〜（2022年9月11日、ぴあアリーナMM）[25]

## タイアップ
- 岡崎観光伝道師（2016年8月 - 、岡崎市）[83]
- 「『守ろう！地球のたからもの』〜絶滅動物研究所〜」キャンペーンキャラクター（2019年、中京テレビ）[84]
- カモン岡崎キャンペーン（岡崎市・名古屋鉄道）
  - 2021（2021年4月25日 - 9月12日）[85]
  - 2022（2022年10月22日 - 2023年2月26日）[31]
  - 2023（2023年9月22日 - 2024年2月29日）[86]
- TOKAI オンテックAIR（2021年12月 - 2022年2月、2022年12月 - 2023年3月、オンテック）[87]
- 東海オンエアの開け、夏の扉！マツキヨココカラ王は俺だ！キャンペーン（2023年5月16日 - 7月15日、マツキヨココカラ）[88]
- 東海オンエア×ラウンドワン　コラボキャンペーン（2023年7月18日 - 9月29日、ラウンドワン）[89]
- 東海オンエア祭（2023年10月2日 - 12月10日、銀のさら）[90]
- 海外旅行予約アプリ「NEWT」トラベル大臣（2024年5月31日 - 、令和トラベル）[91]
- 東海オンエア×and ST（2024年11月13日 - 、アダストリア）[92]
- PACHI-PACHI-7（2025年4月19日 - 、日本遊技機工業組合）[93]

## 書籍
- #東海オンエアラジオ（2020年2月28日、パルコ）ISBN 978-4865063271
- るるぶ東海オンエア（2023年4月24日、JTBパブリッシング）ISBN 978-4533153877
- 東海オンエア 10th Anniversary Book 天啓（2024年12月18日、KADOKAWA）ISBN 978-4046826695